# DN56A
DN56A este un drum național din România care leagă porturile la Dunăre Calafat și Drobeta-Turnu Severin. Drumul începe din DN56 la Maglavit, în apropiere de Calafat, și se termină în DN6 la Șimian, lângă Drobeta-Turnu Severin.

## Istoric
În perioada comunistă, DN56A a fost un drum dificil de parcurs. Aflat în general într-o stare de degradare accentuată, drumul era cunoscut în special pentru frecventele alunecări de teren de pe dealul Stârmina, din apropierea localității mehedințene Hinova. Spre sfârșitul anilor '80, aceste alunecări au cauzat închiderea completă a drumului între Hinova și Vânju Mare, și devierea traficului prin Ostrovu Corbului, Devesel și Jiana.
În martie 2002, Ministerul Economiei și Finanțelor, împreună cu Agenția Națională a Drumurilor, semnează la București Contractul de Finanțare dintre România și Banca Europeană de Investiții (BEI) pentru finanțarea Proiectului de reabilitare a drumurilor, etapa a V-a. Acesta prevedea, printre altele, un împrumut pentru finanțarea reabilitării și modernizării DN56A.
În data de 12 mai 2003, este lansată licitația pentru desemnarea unui Proiectant și a unui Consultant care să supervizeze lucrările de reabilitare a drumului. Câștigătorul licitației este compania spaniolă Inocsa Ingenieria SL.
În perioada martie-octombrie 2005, Proiectul de reabilitare a drumurilor este întârziat față de graficul convenit, deoarece BEI a solicitat părții române clarificări privind costul proiectului și scopul lucrărilor incluse în acesta. După furnizarea informațiilor solicitate, au putut continua procedurile de licitație pentru reabilitarea DN56A. Licitația a avut loc pe 7 octombrie 2005 și a avut ca temă Contractul 5R17-5R18: Reabilitare DN56A Magalavit - Șimian km 0+000 - km 79+140, împărțit în două Loturi; Lotul 1: Contractul 5R17: Reabilitare DN56A Magalavit - Bucura km 0+000  - 45+000, și Lotul 2: Contractul 5R18: Reabilitare DN56A Bucura - Șimian km 45+000 - 79+140.
Câștigatorii desemnați au fost compania grecească Mochlos, pentru contractul 5R17, și consorțiul italian Impressa Pizzarotti/Tirrena Scavi, pentru contractul 5R18. Pentru cele două Loturi s-au semnat, pe 19 mai 2006, contracte de execuție cu câștigătorii licitației.
Până la sfârșitul anului 2006, tragerile din împrumutul BEI pentru etapa a V-a a Proiectului de reabilitare a drumurilor ating doar valoarea de 20 milioane euro, așa că BEI și Guvernul României convin prelungirea datei limită de tragere până la data de 31 decembrie 2009.
La 27 iunie 2007, se semnează la Luxemburg, iar pe 12 iulie 2007 la București, Amendamentul nr.1 la Contractul de Finanțare dintre România și BEI, cuprinzând o serie de modificări ale contractului inițial: extinderea datei limită de tragere, extinderea termenelor etc. Guvernul, condus de premierul Călin Popescu-Tăriceanu, înaintează Parlamentului României un Proiect de Lege privind ratificarea prin procedură de urgență a Amendamentului nr.1.
Pe 21 octombrie 2009, Guvernul condus de Emil Boc adoptă Hotărârea nr.1240/2009 privind <<privind declanșarea procedurilor de expropriere a imobilelor proprietate privată situate pe amplasamentul lucrării „Reabilitare DN 56 A Maglavit – Șimian, între km 0+000 și km 79+140, din cadrul etapei a V-a de reabilitare a drumurilor naționale, pe teritoriul județelor Dolj și Mehedinți”>>. Nota de fundamentare a Hotărârii este semnată de Ministrul Transporturilor Radu Berceanu.
Pe data de 19 noiembrie 2009, CNADNR semnează recepția lucrărilor de reabilitare a DN56A, între localitățile Maglavit și Bucura, km 0+000 – km 45+000. Însă pe sectorul cuprins între km 45+000 - 79+140, lucrările realizate de consorțiul Impressa Pizzarotti/Tirrena Scavi au mai întârziat, în special datorită amplelor eforturi de consolidare a drumului între km 63+950 – 66+100, adică pe dealul Stârmina. Soluția aleasă de antreprenorul Tirrena Scavi și de subantreprenorul Geosond a fost consolidarea rambleului cu minipiloți injectați D=150 mm tip Ischebek cu bare Titan 40/16.

## Scopul reabilitării DN56A
Reabilitarea DN56A face parte dintr-un program amplu de modernizare a drumurilor naționale și europene din România. Acesta este motivul principal pentru includerea acestui drum, alături de multe altele, în etapa a V-a a Proiectului de reabilitare a drumurilor, și asigurarea finanțării externe în acest scop.
Dar DN56A prezintă o importanță particulară datorită faptului că scurtează legătura dintre aripa sudică a Coridorului IV Pan-European și granița româno-bulgară. Practic, deși prin trasarea de către Uniunea Europeană a aripii sale sudice Coridorul IV face un ocol prin Turnu Severin-Craiova-Calafat, este ușor de estimat că, odată cu terminarea - în 2011 sau 2012 - a podului Calafat-Vidin, traficul care va tranzita România pe ruta Bulgaria-Ungaria va opta pentru ocolirea Craiovei și scurtarea substanțială a traseului, folosindu-se în acest sens recent reabilitatul DN56A.